# حادثة تجمع دونالد ترامب في لاس فيغاس 2016
في 18 يونيو 2016 في تجمع حاشد لحملة دونالد ترمب الرئاسية الأمريكية لعام 2016 في بارادايس بولاية نيفادا، حاول مايكل ستيفن ساندفورد الاستيلاء على مسدس ضابط شرطة في لاس فيغاس، والذي كان ضمن عناصر الأمن خلال التجمع. وبعد فشل ساندفورد في القيام بذلك واعتقاله، ادعى أنه كان يرغب في قتل ترمب لمنعه من أن يصبح رئيسًا.
اتُهم ساندفورد بالسلوك غير المنضبط وكونه «مهاجرًا غير شرعي بحوزته سلاح ناري» لاستئجاره مسدسًا سابقًا في ميدان رماية. وفي 13 سبتمبر عام 2016 أقر بالذنب في كلتا التهمتين. وقد حُكم على ساندفورد بالسجن لمدة 12 شهرًا ويوم واحد، وأُطلق سراحه وترحيله إلى المملكة المتحدة بعد 11 شهرًا في الحجز.
ساندفورد مواطن بريطاني، وكان لديه تاريخ من الاضطرابات العقلية، وأثار الحادث انتقادات للرعاية الصحية العقلية في المملكة المتحدة. في حين لم تحظ الحادثة بتغطية إعلامية كبيرة في الولايات المتحدة، فقد كانت موضوع فيلم وثائقي لبي بي سي في فبراير عام 2017.

## الخلفية
سافر ساندفورد البالغ من العمر 20 عامًا من منزله في دوركينغ بمدينة سري في المملكة المتحدة إلى الولايات المتحدة لقضاء إجازة طويلة في كاليفورنيا في أوائل عام 2015. وفي يونيو عام 2016 حصل على تذكرة لحضور فعالية لحملة ترمب، كما حجز تذكرة لتجمع سيعقد في فينيكس بولاية أريزونا في وقت لاحق من نفس اليوم.
في 16 يونيو عام 2016 قاد ساندفورد سيارته إلى لاس فيغاس، حيث زار ميدان الرماية باتلفيلد فيغاس للحصول على التعليمات وتدرب على إطلاق النار بمسدس من طراز جلوك 17 عيار 9 مم مستأجر. وكانت هذه هي المرة الأولى التي استخدم فيها ساندفورد مسدسًا؛ ووصفه ضابط سلامة الميدان الذي ساعده بأنه «ليس راميًا جيدًا». ولأن ساندفورد تجاوز مدة تأشيرته فإن استئجار سلاح ناري له كان غير قانوني.
في مساء يوم 17 يونيو انضم ساندفورد إلى طابور في فندق وكازينو تريجر آيلاند لحضور تجمع اليوم التالي. وفي الساعة 9:00 صباحًا سُمح لنحو 1500 من الحاضرين في التجمع بالدخول إلى مسرح ميستير. وكانت الفعالية تحت حماية جهاز الخدمة السرية للولايات المتحدة، واستُخدمت أجهزة مقياس المغناطيسية للكشف عن أي أسلحة جرى إحضارها إلى المكان.

## الحادثة
في الساعة 11:35 صباحًا، بينما كان ترمب يتحدث، لاحظ ساندفورد أن أميل جاكوب ضابط الشرطة في إدارة شرطة لاس فيغاس الذي كان عنصر أمن في الفعالية، بدا وكأنه يحمل مسدسه جلوك 17 مفتوحًا في محفظته. فاقترب ساندفورد من جاكوب، الذي كان على بعد نحو تسعة أمتار (30 قدمًا) من المسرح الذي كان يتحدث فيه ترمب، وبدأ محادثة معه قائلًا إنه يريد توقيع ترمب. وأثناء التحدث إلى جاكوب حاول ساندفورد «سحب مسدس الضابط، لكنه علق في حافظته». جرى إخضاع ساندفورد على الفور واعتقاله من قبل جاكوب وضابطي شرطة آخرين. وقد وُصف ساندفورد بأنه بدا «مرتبكًا» وقت اعتقاله. وكان ضباط الشرطة مجهزين على نطاق واسع بحافظات احتجاز تمنع سلاحهم الناري من الفتح حتى يجري تشغيل آلية الإطلاق.
بعد احتجازه من قبل إدارة شرطة مدينة لاس فيغاس، جرى تسليم ساندفورد إلى جهاز الخدمة السرية للولايات المتحدة. وبعد موافقته على التنازل عن تحذير ميراندا جرى استجواب ساندفورد من قبل عميلين خاصين، وخلال ذلك الوقت صرح أن نيته كانت «قتل ترمب»، وأنه «إذا كان في الشارع غدًا، فسوف يحاول ذلك مرة أخرى»، وأنه كان يخطط للمحاولة «لمدة عام تقريبًا». كما صرح ساندفورد أيضًا أنه كان يتوقع فقط أن يكون قادرًا على إطلاق «رصاصة واحدة أو اثنتين» وأنه كان يتوقع أن يُقتل.

## الإجراءات القانونية اللاحقة
بعد اعتقال ساندفورد، احتُجز في مركز الاحتجاز الجنوبي في نيفادا. وبسبب حالته الصحية العقلية، احتُجز ساندفورد في الحبس الانفرادي ووُضع تحت مراقبة الانتحار مرارًا وتكرارًا. وفي 20 يونيو عام 2016 قُدمت شكوى إلى محكمة مقاطعة الولايات المتحدة في مقاطعة نيفادا تتهم ساندفورد بارتكاب عمل من أعمال العنف على أرض محظورة. ومثل ساندفورد أمام محكمة مقاطعة نيفادا في 20 يونيو عام 2016، حيث اتُهم بارتكاب عمل من أعمال العنف على أرض محظورة. وزعمت المدافعة العامة عن ساندفورد هيذر فرالي أنه يجب إطلاق سراح ساندفورد بكفالة إلى منزل وسيط نظرًا إلى عدم وجود سجل إجرامي له، لكن القاضي جورج فولي الابن رفض إطلاق سراحه بكفالة على أساس أنه يشكل خطرًا على الهروب وكان يشكل خطرًا محتملًا على المجتمع. وفي 29 يونيو وجهت هيئة محلفين اتحادية كبرى اتهامات إلى ساندفورد بارتكاب ثلاث جرائم جنائية: تهمتان تتعلقان بكونه «أجنبيًا غير شرعي بحوزته سلاح ناري» وتهمة واحدة تتعلق «بعرقلة وتعطيل سير العمل الحكومي والوظائف الرسمية». وتصل عقوبة كل تهمة إلى السجن لمدة أقصاها 10 سنوات وغرامة قدرها 250 ألف دولار. كما أصدرت إدارة الهجرة والجمارك الأمريكية أمرًا باحتجاز ساندفورد فيما يتعلق بانتهاك الهجرة.
وجهت التهم الثلاث إلى ساندفورد في 7 يوليو عام 2016، ودافع أنه بريء في كل منها. وجرؤى تحديد موعد محاكمته في 22 أغسطس عام 2016. طلب محامي عائلة ساندفورد في المملكة المتحدة سايمو تشاهال من بيندمانز تأجيل المحاكمة لتمكين تقديم «الأدلة النفسية والأدلة العقلية» لصالح إعادة ساندفورد إلى المملكة المتحدة لتلقي العلاج من مرضه العقلي هناك. وبعد ذلك بناءً على إلحاح عائلته وقع ساندفورد على صفقة تسوية قضائية خففت من الحد الأقصى لعقوبته من 20 عامًا إلى 27 شهرًا، بالإضافة إلى حماية ساندفورد من أي تهم إضافية ناشئة عن التحقيق مع التنازل عن حق ساندفورد في الاستئناف. وفي 13 سبتمبر عام 2016 أقر ساندفورد بالذنب في محكمة مقاطعة نيفادا الأمريكية بتهمة حيازة سلاح ناري من قبل أجنبي غير شرعي (يتعلق هذا بالسلاح الناري الذي كان بحوزته في 16 يونيو 2016، والذي استأجره للتدريب في ميدان الرماية) وإعاقة وتعطيل سير العمل الحكومي والوظائف الرسمية بشكل منظم، قائلًا «لقد حاولت أخذ مسدس من شرطي لإطلاق النار على شخص ما، وأنا أقر بالذنب». ثم جرى إسقاط التهمة الثالثة المتعلقة بحيازة سلاح ناري من قبل أجنبي غير شرعي. وقد اعتذر ساندفورد عن أفعاله قائلًا، «أعلم أن الاعتذار ليس كافيًا. أشعر حقًا بالسوء تجاه ما فعلته. أتمنى أن تكون هناك طريقة ما لتحسين الأمور. لقد كلفت دافعي الضرائب الكثير من المال. أشعر بالسوء». كما أفاد ساندفورد أنه لا يتذكر الحادثة.
صدر الحكم على ساندفورد في جلسة استماع في 13 ديسمبر عام 2016، وحُكم عليه بالسجن لمدة 12 شهرًا ويوم واحد. كما غُرم بمبلغ 200 دولار أمريكي وطُلب إليه الخضوع لبرنامج إعادة تأهيل. أقر قاضي جيمس سي ماهان الحكم بمشاكل الصحة العقلية التي يعاني منها ساندفورد، قائلًا: «لا أعتقد أنك تحمل حقدًا في قلبك، لديك مشكلة طبية، لا أراك شريرًا أو مريضًا نفسيًا». ووصف ماهان الحادث بأنه «حيلة سخيفة ومجنونة» مدفوعة «بأصوات» اعتقد ساندفورد أنه يسمعها وأمر ساندفورد «بالاستمرار بتناول دوائك». وسعى المدعون إلى الحكم عليه بالسجن لمدة 18 شهرًا.
قضى ساندفورد معظم عقوبته في مركز الاحتجاز الجنوبي في نيفادا. وقد وُضع مرارًا وتكرارًا تحت مراقبة الانتحار وذكر أنه كان محصورًا في زنزانته «معظم الوقت». وفي يناير عام 017، ذكرت والدة ساندفورد أن ساندفورد كان يتعرض للمضايقة من قبل «حراس وسجناء مؤيدين لترمب». وفي فبراير عام 2017 نُقل ساندفورد إلى سجن مختلف. وأصبح ساندفورد مؤهلًا للإفراج المبكر في أبريل عام 2017؛ في الشهر التالي أُطلق سراحه من السجن وجرى ترحيله إلى المملكة المتحدة.